# NGC 5812
NGC 5812 (również PGC 53630 lub UGCA 398) – galaktyka eliptyczna (E), znajdująca się w gwiazdozbiorze Wagi. Odkrył ją William Herschel 5 marca 1785 roku.